# Enångers kyrka
Enångers kyrka tillhör Enånger-Njutångers församling. Kyrkan ligger i samhället Enånger i sydligaste delen av Hudiksvalls kommun.

## Kyrkobyggnaden
Kyrkan uppfördes under åren 1847 till 1854. Men först år 1858 ägde invigningen rum. År 1879 den 27 april eldhärjades kyrkan av vådeld, då gnistor från en värmeledningsugn antände yttertaket som var av spån, så att bara yttermurarna stod kvar. Kyrkan återuppbyggdes, men den fasta inredningen fick nytillverkas. Arbetet med återuppbyggnaden startade på hösten 1879 efter ritningar av slottsintendenten Ernst Jacobsson. Ett plåttak lades på de kvarvarande murarna. Hösten 1880 hade det inre av kyrkbyggnaden fått sina innerväggar avputsade, ett nytt valv inlagt och målat i en skön färgton. Golvet var helt färdigt, en läktare med bröstvärn uppsatt. Uppsättning av predikstol och insättning av altarring och altarbord var på gång. Tornet, som blev mer skadat än kyrkmurarna, fick starka järnförbindningar på olika ställen. Alla skador var reparerade och valv över dörrar och fönster uppmurade med tegel och cement. Alla bjälklager blev inlagda. Spiran fick ett förgyllt kors av järn vilket tillverkats av Jäderberg & Comp., Söderhamn. Spiran blev klädd med bräder för att därefter bekläs med kopparplåt. I tornet skulle ett tornur, byggt av erkände Fredrik Wilhelm Tornberg i Stockholm, sättas i. Det var samma tornur som Tornberg visade upp på Parisutställningen 1878 och fick pris för.

## Inventarier
- Dopfunten kommer från gamla kyrkan och tillverkades av kalksten på 1200-talet.
- Altartavlan målades 1900 av C. G. Holmgren.

### Orgel
- 1857 byggde Daniel Björkstrand, Alfta en orgel med 22 stämmor.
- Den nuvarande orgeln byggdes 1880 av Anders Victor Lundahl, Malmö och är en mekanisk orgel på 20 stämmor med barkermaskin och slejflådor. Tonomfånget är på 54/27. Fasaden är från 1880. 7 koppel jämte Crescendolåda. Diminuendo för 2:a manualen. Kopplingar verkställs genom pneumatisk maskin till 1:a manualen som ger mjuk och behaglig touch. Manualklaveren ligger i stol av furu med ramar av mahogny samt innehåller 54 toners omfång vardera. Registraturen ligger i jämnhöjd med manualerna och går lätt och tyst med porslinsknappar med inbrända namn och fottal. Stämning verkställs genom stämslitser på metallskivorna vilket är en ny uppfinning för längre hållbarhet. 5 tubbälgar driver orgeln. Framsidan är i Götisk stil med ornament i vitt och guld.[2] Orgeln avsynades och godkändes 12 oktober 1880 av Musikdirektör Anders Bedinger från Hudiksvall.

| Huvudverk I         | Svällverk II        | Pedal         | Koppel |
| Borduna 16´         | Basetthorn 8´       | Subbas 16´    | I/P    |
| Principal 8´        | Salicional 8'       | Quinta 12'    | II/P   |
| Flûte Harmonique 8' | Rörflöjt 8'         | Violoncell 8' | II/I   |
| Viola da Gamba 8'   | Flûte octaviante 4' | Octava 4'     | I 4'   |
| Borduna 8'          | Ekoflöjt 4'         | Basun 16'     | II 16' |
| Octava 4'           | Crescendosvällare   |               |        |
| Rörflöjt 4'         |                     |               |        |
| Quinta 3'           |                     |               |        |
| Octava 2'           |                     |               |        |
| Trumpet 8'          |                     |               |        |

#### Kororgel
1987 byggde Johannes Menzel Orgelbyggeri AB, Härnösand en mekanisk kororgel med slejflådor. Orgeln har ett tonomfång på 56/30.
| Huvudverk I       | Svällverk II      | Pedal      | Koppel |
| Hålflöjt 8'       | Trägedackt 8´     | Subbas 16´ | I/P    |
| Principal 4'      | Rörflöjt 4'       |            | II/P   |
| Waldflöjt 2'      | Principal 2'      |            | II/I   |
| Mixtur III 1 1⁄3' | Tertian II        |            |        |
|                   | Tremulant         |            |        |
|                   | Crescendosvällare |            |        |

## Galleri

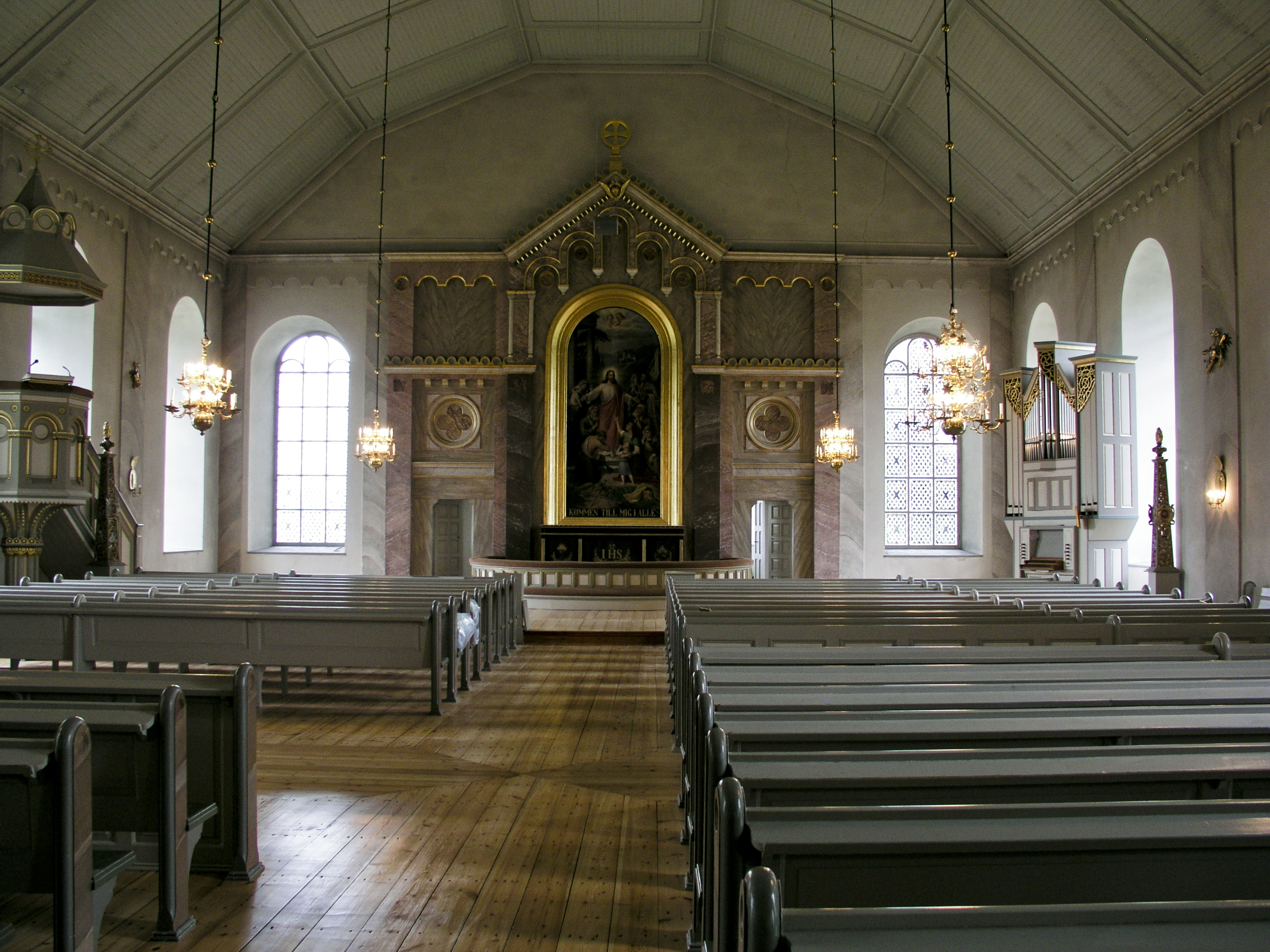
Interiör
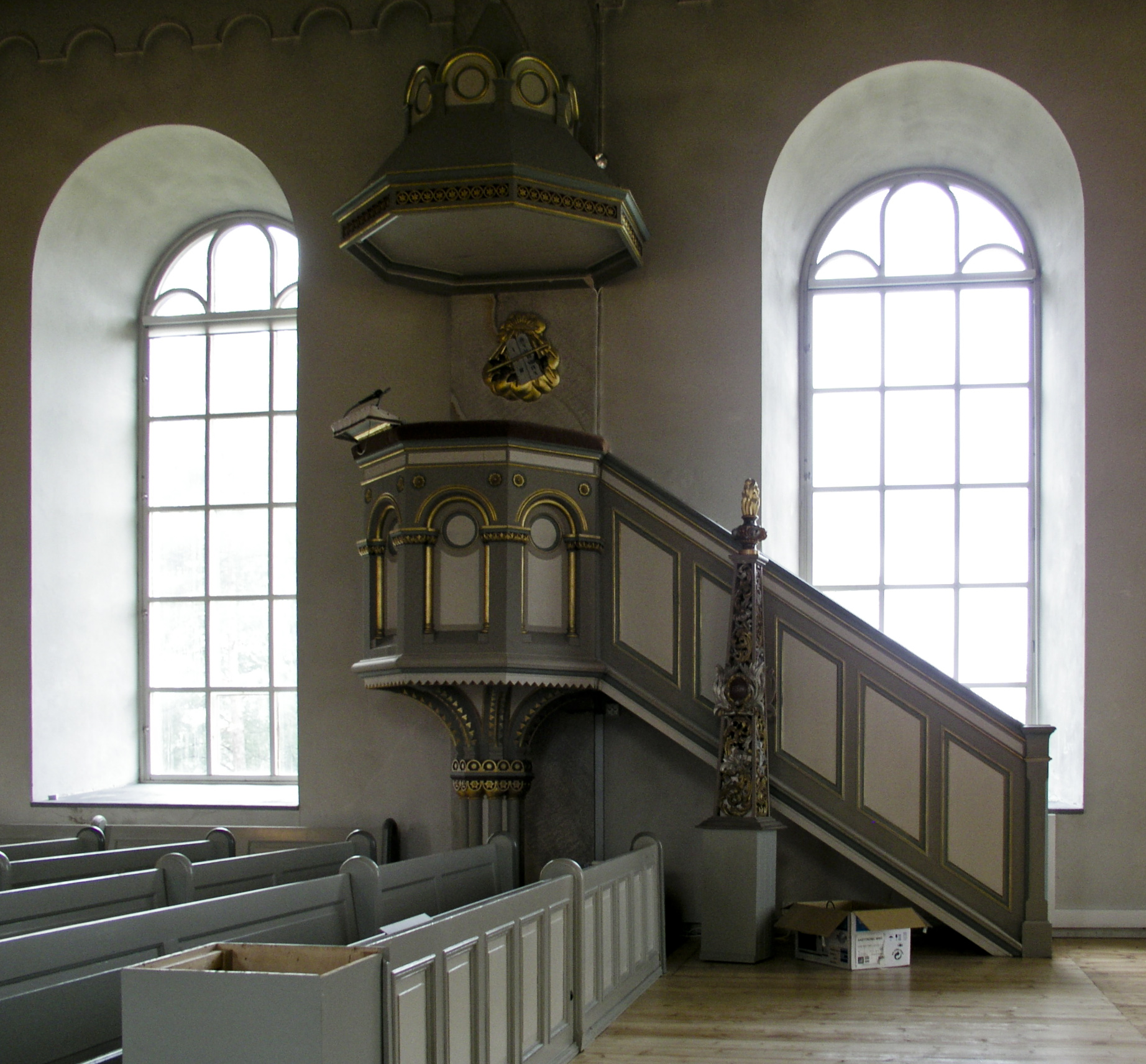
Predikstol
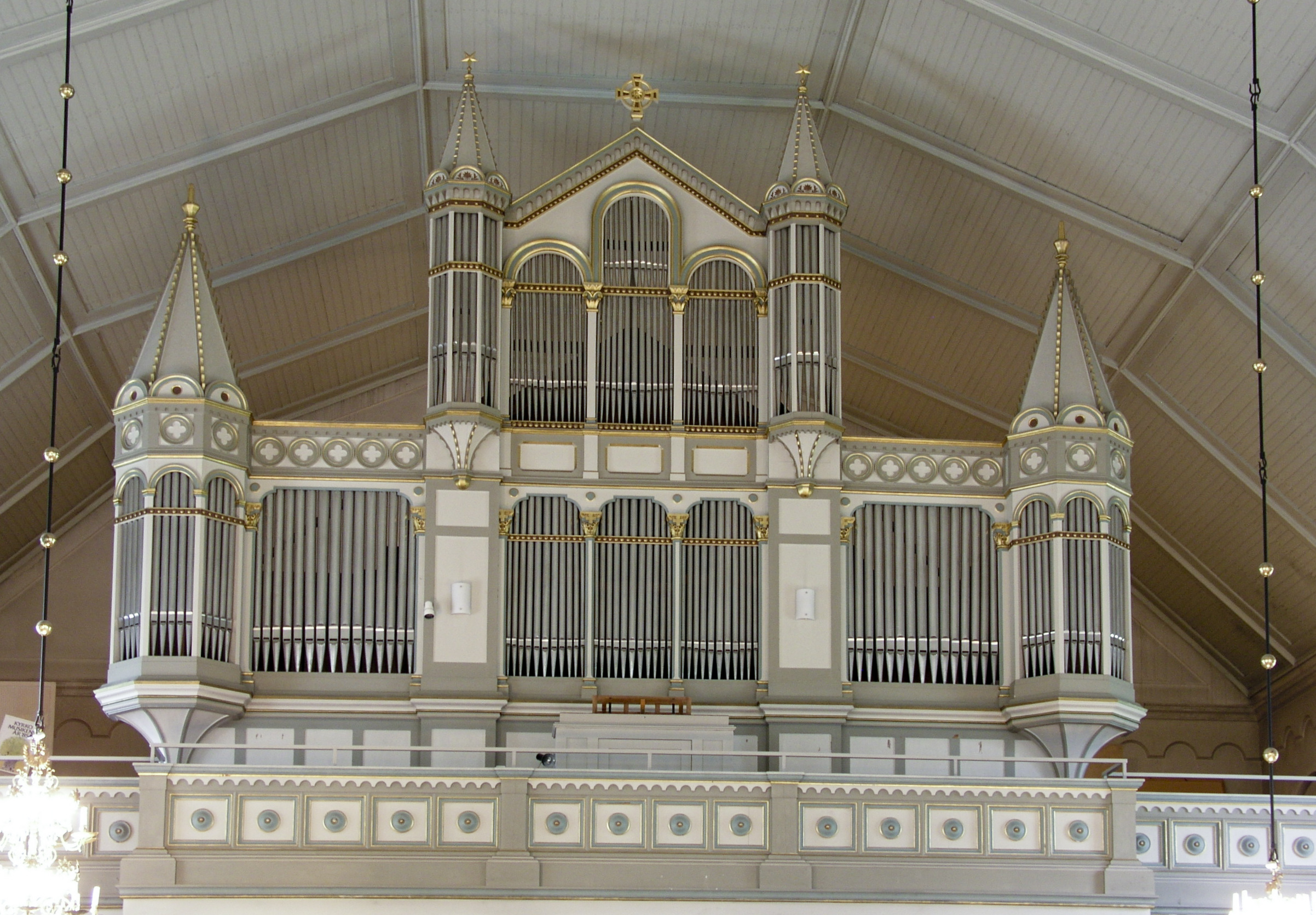
Orgel
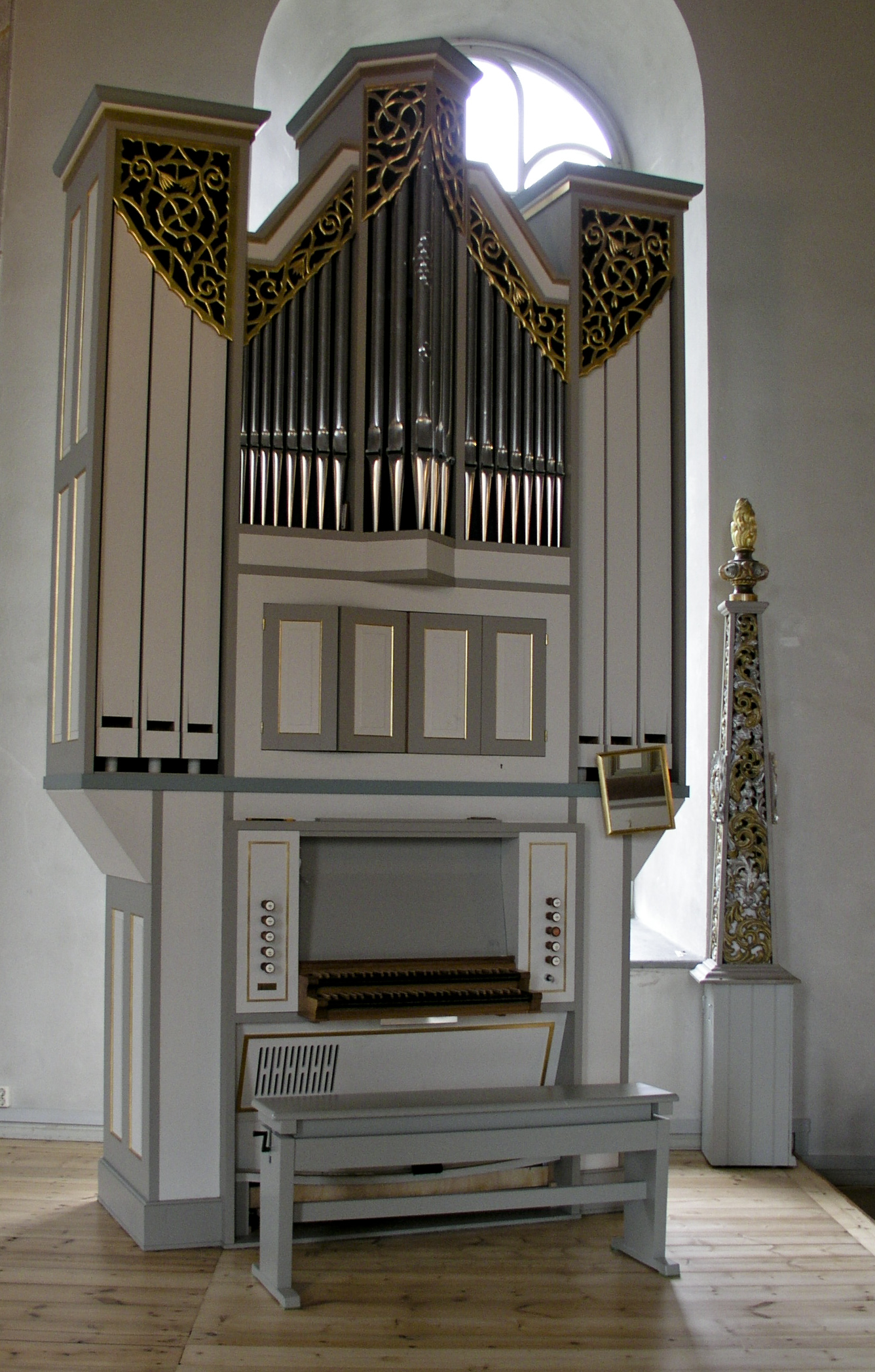
Kororgel

### Webbkällor
- anläggningspresentation